# Hästhagens IP

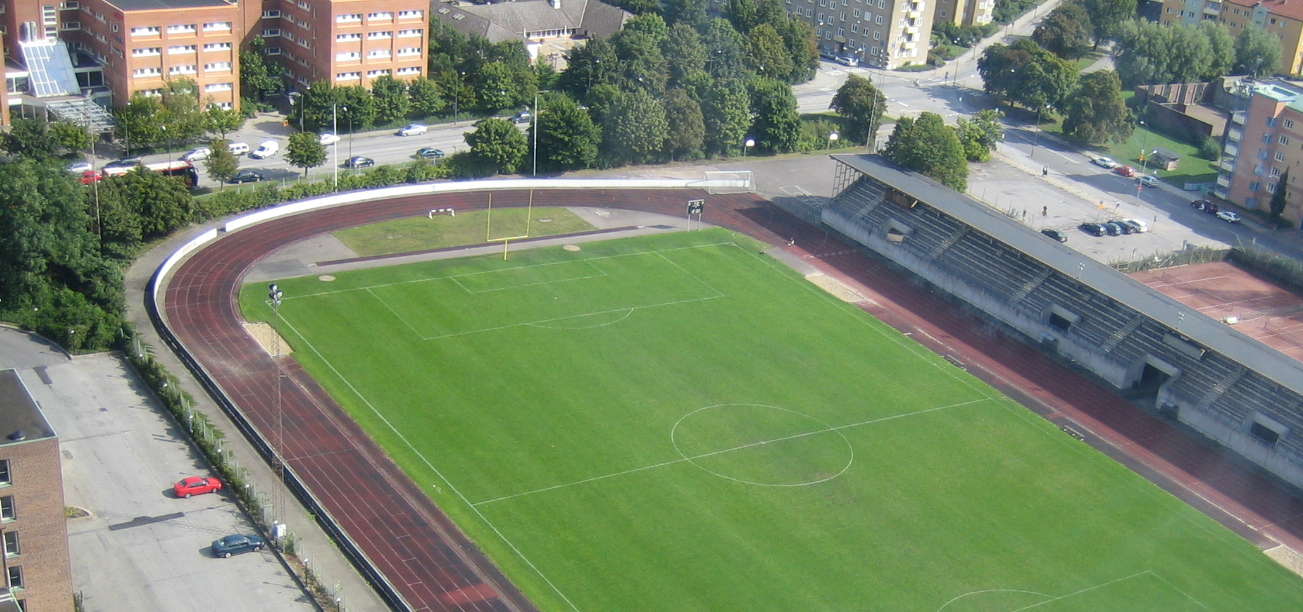
Hästhagens IP från Kronprinsen.

Hästhagens IP är en idrottsplats belägen vid Kronprinsen i Västra Innerstaden i Malmö. Idrottsplatsen består av en fotbollsplan och löparbanor samt en läktare.
Här spelades Haakon Pedersens vykort in inför Melodifestivalen 1988.